# Liga Europy UEFA (2009/2010)
Liga Europy UEFA 2009/2010 – 39. edycja drugich pod względem prestiżu międzynarodowych rozgrywek klubowych federacji piłkarskich zrzeszonych w UEFA, po raz pierwszy przeprowadzanych pod nazwą Ligi Europy UEFA (wcześniej jako Puchar UEFA) w formacie wprowadzonym w 2009.
Finał rozegrany został na stadionie  Volksparkstadion w Hamburgu.
Rozgrywki składają się z trzech części:
- fazy kwalifikacyjnej (4 rundy),
- fazy grupowej,
- fazy pucharowej.

## Podział miejsc w rozgrywkach
W fazie kwalifikacyjnej edycji 2009/2010 Ligi Europy wzięło udział 159 zespołów z 53 federacji piłkarskich zrzeszonych w UEFA. Zespoły zostały przydzielone do danych rund tej fazy zgodnie z rankingiem współczynników ligowych UEFA z 2008. W rundzie play-off kwalifikacji dołączyło do nich 10 drużyn, które odpadły w III rundzie kwalifikacyjnej Ligi Mistrzów. Miejsce w fazie grupowej miały zagwarantowane drużyny, które odpadły w fazie play-off Ligi Mistrzów. W 1/16 finału zagrają również zespoły, które zajęły 3. miejsca w fazie grupowej Ligi Mistrzów.
Łącznie w rozgrywkach edycji 2009/2010 Ligi Europy biorą udział 192 drużyny.

### Reguły
Liczba zespołów kwalifikujących się do Ligi Europy w sezonie 2009/2010:
- 4 drużyny z każdej z federacji zajmujących miejsca 7–9 w rankingu,
- 3 drużyny z każdej z federacji zajmujących miejsca 1–6 oraz 10–53 w rankingu (z wyjątkiem Liechtensteinu[3], Andory i San Marino),
- 1 drużyna z Liechtensteinu, Andory i San Marino,
- dodatkowo 1 drużyna z każdej z federacji zajmujących 3 najwyższe miejsca w rankingu Fair Play UEFA 2009.

Prawo udziału w rozgrywkach można było uzyskać poprzez:
- zajęcie odpowiedniego miejsca w tabeli ligowej (najwyższe pozycje za miejscami uprawniającymi do gry w Lidze Mistrzów UEFA – z wyjątkiem Liechtensteinu[3]),
- zwycięstwo lub udział w finale pucharu krajowego,
- zwycięstwo w edycji 2008/2009 Pucharu UEFA (jeśli zdobywca tego trofeum nie uzyskał miejsca w Lidze Mistrzów lub Lidze Europy UEFA 2009/2010),
- zajęcie jednego z 3 najwyższych miejsc w rankingu Fair Play UEFA.

W przypadku, gdy dana drużyna uzyskała kwalifikację jednocześnie na 2 z wymienionych wyżej sposobów, obowiązywały następujące reguły (przez „przesunięcie o rundę wyżej” rozumie się np. umożliwienie startu danej drużynie w III rundzie kwalifikacji zamiast w II rundzie):
- jeśli zdobywca pucharu krajowego uzyskał jednocześnie prawo gry w Lidze Mistrzów, w Lidze Europy mógł wystąpić finalista tego pucharu, zajmując miejsce w najniższej rundzie z puli przeznaczonej dla danej federacji (z wyjątkiem miejsc Fair Play) – wówczas pozostałe zespoły zostały przesunięte odpowiednio o jedną rundę wyżej – patrz: Armenia, Dania, Hiszpania, Luksemburg, Portugalia, Serbia, Szkocja, Wyspy Owcze;
- jeśli zarówno zdobywca pucharu krajowego, jak i jego finalista uzyskali prawo gry w rozgrywkach UEFA, w Lidze Europy mogła wystąpić drużyna, która zajęła w tabeli ligowej najwyższe z miejsc poniżej tych, które uprawniały pierwotnie do gry w Lidze Europy – wówczas pozostałe zespoły zostały przesunięte odpowiednio o jedną rundę wyżej – patrz: Anglia, Chorwacja, Grecja, Irlandia, Mołdawia, Rosja, Turcja;
- zdobywca pucharu krajowego zajmował miejsce w odpowiedniej rundzie Ligi Europy, bez względu na uzyskanie w tabeli ligowej miejsca uprawniającego do startu w tej samej lub niższej rundzie – wówczas w Lidze Europy mogła wystąpić drużyna, która zajęła w tabeli ligowej najwyższe z miejsc poniżej tych, które uprawniały pierwotnie do gry w Lidze Europy a pozostałe zespoły zostały przesunięte odpowiednio o jedną rundę wyżej – patrz: Austria, Bośnia i Hercegowina, Estonia, Gruzja, Holandia, Irlandia Północna, Polska, Rumunia, Szwecja;

W przypadku braku uzyskania pozwolenia (licencji) na grę w Lidze Europy przez dany zespół obowiązywały następujące reguły:
- jeśli był on zdobywcą pucharu krajowego, a finalista tego pucharu uzyskał jednocześnie prawo gry w Lidze Mistrzów, w Lidze Europy mogła w jego miejsce wystąpić drużyna, która zajęła w tabeli ligowej najwyższe z miejsc poniżej tych, które uprawniały pierwotnie do gry w tych rozgrywkach – wówczas pozostałe zespoły zostały przesunięte odpowiednio o jedną rundę wyżej – patrz: Izrael;
- jeśli był on finalistą pucharu krajowego, a zdobywca tego pucharu uzyskał jednocześnie prawo gry w Lidze Mistrzów, w Lidze Europy mogła w jego miejsce wystąpić drużyna, która zajęła w tabeli ligowej najwyższe z miejsc poniżej tych, które uprawniały pierwotnie do gry w tych rozgrywkach (jeśli sama uzyskała licencję – wówczas pozostałe zespoły zostały przesunięte odpowiednio o jedną rundę wyżej – patrz: Kazachstan;
- jeśli nie był on zdobywcą pucharu krajowego, zastępowała go kolejna po nim drużyna w tabeli ligowej – patrz: Armenia.

Ponadto szczególny przypadek miał miejsce na Łotwie, gdzie zdobywca pucharu krajowego połączył się z klubem, który nie uzyskał początkowo prawa gry w rozgrywkach UEFA, a finalista tego pucharu uzyskał prawo gry w Lidze Mistrzów. Miejsce w I rundzie kwalifikacji Ligi Europy przypadło 4. drużynie ligi, 2. i 3. drużyna rozpoczęły swój udział w rozgrywkach od II rundy.
Poniższa lista obrazuje podział miejsc w poszczególnych rundach – ostateczna lista uczestników została ustalona po zakończeniu wszystkich rozgrywek, które umożliwiały udział w Lidze Europy 2009/2010 oraz po zakończeniu procesu przyznawania licencji na grę w rozgrywkach UEFA.
| Miejsca przysługujące danym federacjom w poszczególnych rundach | Miejsca przysługujące danym federacjom w poszczególnych rundach                                                                               | Miejsca przysługujące danym federacjom w poszczególnych rundach | Miejsca przysługujące danym federacjom w poszczególnych rundach | Miejsca przysługujące danym federacjom w poszczególnych rundach | Miejsca przysługujące danym federacjom w poszczególnych rundach | Miejsca przysługujące danym federacjom w poszczególnych rundach | Miejsca przysługujące danym federacjom w poszczególnych rundach | Miejsca przysługujące danym federacjom w poszczególnych rundach | Miejsca przysługujące danym federacjom w poszczególnych rundach | Miejsca przysługujące danym federacjom w poszczególnych rundach |
| Lp                                                              | Federacje | Faza kwalifikacyjna                                             | Faza kwalifikacyjna                                             | Faza kwalifikacyjna                                             | Faza kwalifikacyjna                                             | Faza kwalifikacyjna                                             | Faza kwalifikacyjna                                             | Faza kwalifikacyjna                                             | Faza kwalifikacyjna                                             | Razem                                                           |
| Lp                                                              | Federacje | I runda                                                         | I runda                                                         | II runda                                                        | II runda                                                        | III runda                                                       | III runda                                                       | Runda play-off                                                  | Runda play-off                                                  | Razem                                                           |
| --------------------------------------------------------------- | --- | --------------------------------------------------------------- | --------------------------------------------------------------- | --------------------------------------------------------------- | --------------------------------------------------------------- | --------------------------------------------------------------- | --------------------------------------------------------------- | --------------------------------------------------------------- | --------------------------------------------------------------- | --------------------------------------------------------------- |
| 1–3                                                             | Anglia • Hiszpania • Włochy |                                                                 |                                                                 |                                                                 |                                                                 | L6                                                              | L6                                                              | L5                                                              | P1                                                              | 3                                                               |
| 4–6                                                             | Francja • Niemcy • Rosja |                                                                 |                                                                 |                                                                 |                                                                 | L5                                                              | L5                                                              | L4                                                              | P1                                                              | 3                                                               |
| 7–9                                                             | Rumunia • Portugalia • Holandia |                                                                 |                                                                 | L5                                                              | L5                                                              | L4                                                              | L4                                                              | L3                                                              | P1                                                              | 4                                                               |
| 10                                                              | Szkocja | FP                                                              | FP                                                              | L4                                                              | L4                                                              | L3                                                              | L3                                                              | P1                                                              | P1                                                              | 3+1                                                             |
| 11–15                                                           | Turcja • Ukraina • Belgia • Grecja • Czechy                                                                                                   |                                                                 |                                                                 | L4                                                              | L4                                                              | L3                                                              | L3                                                              | P1                                                              | P1                                                              | 3                                                               |
| 16–17                                                           | Szwajcaria • Bułgaria |                                                                 |                                                                 | L3                                                              | L3                                                              | L2                                                              | L2                                                              | P1                                                              | P1                                                              | 3                                                               |
| 18                                                              | Norwegia | FP                                                              | FP                                                              | L3                                                              | L3                                                              | L2                                                              | P1                                                              |                                                                 |                                                                 | 3+1                                                             |
| 19                                                              | Dania | FP                                                              | FP                                                              | L3                                                              | L2                                                              | P1                                                              | P1                                                              |                                                                 |                                                                 | 3+1                                                             |
| 20–21                                                           | Austria • Serbia |                                                                 |                                                                 | L3                                                              | L2                                                              | P1                                                              | P1                                                              |                                                                 |                                                                 | 3                                                               |
| 22–29                                                           | Izrael • Szwecja • Słowacja • Polska • Węgry • Chorwacja • Cypr • Słowenia                                                                    | L3                                                              | L3                                                              | L2                                                              | L2                                                              | P1                                                              | P1                                                              |                                                                 |                                                                 | 3                                                               |
| 30–36                                                           | Finlandia • Łotwa • Bośnia i Hercegowina • Litwa • Mołdawia • Irlandia • Macedonia                                                            | L3                                                              | L3                                                              | L2                                                              | P1                                                              |                                                                 |                                                                 |                                                                 |                                                                 | 3                                                               |
| 37–38                                                           | Islandia • Gruzja | L3                                                              | L2                                                              | P1                                                              | P1                                                              |                                                                 |                                                                 |                                                                 |                                                                 | 3                                                               |
| 39                                                              | Liechtenstein |                                                                 |                                                                 | P1                                                              | P1                                                              |                                                                 |                                                                 |                                                                 |                                                                 | 1                                                               |
| 40–51                                                           | Białoruś • Estonia • Azerbejdżan • Albania • Armenia • Kazachstan • Irlandia Północna • Walia • Wyspy Owcze • Luksemburg • Malta • Czarnogóra | L3                                                              | L2                                                              | P1                                                              | P1                                                              |                                                                 |                                                                 |                                                                 |                                                                 | 3                                                               |
| 52–53                                                           | Andora • San Marino |                                                                 |                                                                 | P1                                                              | P1                                                              |                                                                 |                                                                 |                                                                 |                                                                 | 1                                                               |

## Uczestnicy
Lista uczestników Ligi Europy UEFA 2009/2010 z wyszczególnieniem rund, w których dane drużyny rozpoczęły udział w rozgrywkach.
Oznaczenia:
- P1 – zdobywcy pucharu krajowego,
- P2 – finaliści pucharu krajowego,
- L2, L3, L4, L5, L6, L7, L9 – drużyny, który zajęły odpowiednie miejsca w ligach krajowych,
- LP-1 – drużyna, która wygrała baraże o udział w Lidze Europy UEFA,
- FP – drużyny, które wywalczyły miejsce dzięki rankingowi Fair Play UEFA,
- LMU – drużyny, które odpadły z Ligi Mistrzów UEFA.

| 1/16 finału     | 1/16 finału         | 1/16 finału              | 1/16 finału           |
| --------------- | ------------------- | ------------------------ | --------------------- |
| Juventus (LMU)  | VfL Wolfsburg (LMU) | Olympique Marsylia (LMU) | Atlético Madryt (LMU) |
| Liverpool (LMU) | Rubin Kazań (LMU)   | Unirea Urziceni (LMU)    | Standard Liège (LMU)  |

| Faza grupowa           | Faza grupowa           | Faza grupowa       | Faza grupowa            |
| ---------------------- | ---------------------- | ------------------ | ----------------------- |
| FC Timișoara (LMU)     | Sporting CP (LMU)      | Celtic (LMU)       | RSC Anderlecht (LMU)    |
| Panathinaikos AO (LMU) | Lewski Sofia (LMU)     | FC Kopenhaga (LMU) | Red Bull Salzburg (LMU) |
| FK Ventspils (LMU)     | Sheriff Tyraspol (LMU) |                    |                         |

| Runda play-off              | Runda play-off           | Runda play-off               | Runda play-off             |
| --------------------------- | ------------------------ | ---------------------------- | -------------------------- |
| Everton (L5)                | Zenit Petersburg (L5)    | KRC Genk (P1)                | NK Maribor (LMU)           |
| Aston Villa (L6)            | CFR Cluj (P1)            | AEK Ateny (L3)               | BATE Borysów (LMU)         |
| Villarreal CF (L5)          | Dinamo Bukareszt (L3)    | FK Teplice (P1)              | Tallinna FCI Levadia (LMU) |
| Valencia CF (L6)            | SL Benfica (L3)          | FC Sion (P1)                 | FK Bakı (LMU)              |
| Lazio (P1)                  | CD Nacional (L4)         | Liteks Łowecz (P1)           | FK Aktöbe (LMU)            |
| Genoa (L5)                  | Heerenveen (P1)          | Slavia Praga (LMU)           | Dinamo Moskwa (LMU)        |
| EA Guingamp (P1)            | Ajax (L3)                | Stabæk (LMU)                 | Twente (LMU)               |
| Toulouse FC (L4)            | Heart of Midlothian (L3) | Partizan Belgrad (LMU)       | Sivasspor (LMU)            |
| Werder Brema (P1)           | Trabzonspor (L3)         | Slovan Bratysława (LMU)      | Szachtar Donieck (LMU)     |
| Hertha BSC (L4)             | Worskła Połtawa (P1)     | Dinamo Zagrzeb (LMU)         | Sparta Praga (LMU)         |
| Amkar Perm (L4)             |                          |                              |                            |
| III runda kwalifikacyjna    |                          |                              |                            |
| Fulham (L7)                 | PSV Eindhoven (L4)       | CSKA Sofia (L2)              | IFK Göteborg (P1)          |
| Athletic Bilbao (P2)        | Aberdeen (L4)            | Vålerenga Fotball (P1)       | MFK Koszyce (P1)           |
| Roma (L6)                   | Fenerbahçe SK (L4)       | Fredrikstad FK (L2)          | Lech Poznań (P1)           |
| Lille OSC (L5)              | Metalist Charków (L3)    | Odense BK (L2)               | Budapest Honvéd FC (P1)    |
| Hamburger SV (L5)           | Club Brugge (L3)         | Austria Wiedeń (P1)          | Hajduk Split (L2)          |
| Krylia Sowietow Samara (L6) | PAOK FC (L4)             | FK Vojvodina (L2)            | APOP Kinyras Peyias (P1)   |
| FC Vaslui (L5)              | Slovan Liberec (L3)      | Hapoel Tel Awiw (L2)         | NK Interblock (P1)         |
| SC Braga (L5)               | BSC Young Boys (L2)      |                              |                            |
| II runda kwalifikacyjna     |                          |                              |                            |
| Steaua Bukareszt (L6)       | Sturm Graz (L4)          | Skonto Ryga (L3)             | Naftan Nowopołock (P1)     |
| FC Paços de Ferreira (P2)   | FK Crvena zvezda (L3)    | Slavija Sarajewo (P1)        | Flora Tallinn (P1)         |
| NAC Breda (LP-1)            | FK Sevojno (P2)          | FK Sarajevo (L4)             | Qarabağ FK (P1)            |
| Falkirk (P2)                | Maccabi Netanja (L4)     | Sūduva Mariampol (P1)        | Flamurtari Vlora (P1)      |
| Galatasaray SK (L5)         | IF Elfsborg (L2)         | FBK Kaunas (L2)              | Gandzasar Kapan (L3)       |
| Metałurh Donieck (L4)       | MŠK Žilina (L2)          | Iscra-Stali Rybnica (L2)     | Toboł Kustanaj (L2)        |
| KAA Gent (L4)               | Legia Warszawa (L2)      | Dacia Kiszyniów (L3)         | Crusaders F.C. (P1)        |
| AE Larisa (L5)              | Újpest FC (L2)           | St. Patrick’s Athletic (L2)  | Bangor City (P1)           |
| Sigma Ołomuniec (L4)        | HNK Rijeka (L3)          | Derry City (L3)              | HB Tórshavn (L2)           |
| FC Basel (L3)               | Omonia Nikozja (L2)      | Rabotniczki Skopje (P1)      | FC Differdange 03 (L2)     |
| Czerno More Warna (L3)      | ND Gorica (L2)           | FK Miłano (L2)               | Sliema Wanderers (P1)      |
| Tromsø IL (L3)              | HJK Helsinki (P1)        | KR (P1)                      | OFK Petrovac (P1)          |
| Brøndby IF (L3)             | FC Honka (L2)            | Dinamo Tbilisi (P1)          | FC Santa Coloma (P1)       |
| Aalborg BK (P2)             | Liepājas Metalurgs (L2)  | FC Vaduz (P1)                | AC Juvenes/Dogana (P1)     |
| Rapid Wiedeń (L2)           |                          |                              |                            |
| I runda kwalifikacyjna      |                          |                              |                            |
| Bene Jehuda Tel Awiw (L5)   | Zimbru Kiszyniów (L4)    | Simurq Zaqatala (L3)         | B36 Tórshavn (L3)          |
| Helsingborgs IF (L4)        | Sligo Rovers (L4)        | KF Vllaznia (L2)             | NSÍ Runavík (L4)           |
| Spartak Trnawa (L3)         | FK Renowa (L3)           | Dinamo Tirana (L3)           | CS Grevenmacher (L3)       |
| Polonia Warszawa (L4)       | Keflavík (L2)            | Mika Erywań (L4)             | UN Käerjéng 97 (P2)        |
| Szombathelyi Haladás (L3)   | Fram (L3)                | Bananc Erywań (P2)           | Birkirkara FC (L2)         |
| Slaven Belupo (L4)          | Metalurgi Rustawi (L3)   | Irtysz Pawłodar (L3)         | Valletta FC (L3)           |
| Anorthosis Famagusta (L3)   | Zestaponi (L4)           | Okżetpes Kokczetaw (L9)      | Budućnost Podgorica (L2)   |
| Rudar Velenje (L3)          | Dynama Mińsk (L2)        | Linfield F.C. (L2)           | Sutjeska Nikšić (L3)       |
| FC Lahti (L3)               | MTZ-RIPA Mińsk (L3)      | Lisburn Distillery F.C. (L4) | Rosenborg BK (FP)          |
| Dinaburg FC (L4)            | JK Narva Trans (L3)      | Llanelli AFC (L2)            | Randers FC (FP)            |
| NK Široki Brijeg (L6)       | Nõmme Kalju (L4)         | The New Saints F.C. (L3)     | Motherwell (FP)            |
| Vėtra Wilno (L3)            | İnter Baku (L2)          |                              |                            |

Uwaga: obrońca tytułu (), Szachtar Donieck, uzyskał – dzięki pozycji zajętej w lidze ukraińskiej – prawo gry w III rundzie kwalifikacyjnej Ligi Mistrzów UEFA, w której przegrał. Po tej porażce otrzymał możliwość startu w rundzie play-off Ligi Europy.

## Faza kwalifikacyjna

### I runda kwalifikacyjna
Do startu w I rundzie kwalifikacyjnej uprawnionych było 46 drużyn, z czego 23 były rozstawione (o współczynniku równym lub powyżej 1,200). Losowanie odbyło się 22 czerwca 2009 (godz. 13:00). Pierwsze mecze rozegrano 2 lipca, rewanże – 9 lipca 2009. Spośród zespołów rozstawionych wyeliminowane zostały: Keflavík oraz Sligo Rovers.
| Drużyna 1                            | Wynik dwumeczu | Drużyna 2            | Pierwszy mecz | Drugi mecz |
| ------------------------------------ | -------------- | -------------------- | ------------- | ---------- |
| Sutjeska Nikšić                      | 2:3            | MTZ-RIPA Mińsk       | 1:1           | 1:2        |
| FC Lahti                             | 4:3            | Dinamo Tirana        | 4:1           | 0:2        |
| CS Grevenmacher                      | 0:6            | Vėtra Wilno          | 0:3           | 0:3        |
| NSÍ Runavík                          | 1:6            | Rosenborg BK         | 0:3           | 1:3        |
| Szombathelyi Haladás                 | 2:2 (b. wyj.)  | Irtysz Pawłodar      | 1:0           | 1:2        |
| Sligo Rovers                         | 2:3            | KF Vllaznia          | 1:2           | 1:1        |
| Metalurgi Rustawi                    | 4:0            | B36 Tórshavn         | 2:0           | 2:0        |
| Anorthosis Famagusta                 | 7:1            | UN Käerjéng 97       | 5:0           | 2:1        |
| Slaven Belupo                        | 1:0            | Birkirkara FC        | 1:0           | 0:0        |
| Zimbru Kiszyniów                     | 3:2            | Okżetpes Kokczetaw   | 1:2           | 2:0        |
| Lisburn Distillery F.C.              | 1:11           | Zestaponi            | 1:5           | 0:6        |
| Helsingborgs IF                      | 4:2            | Mika Erywań          | 3:1           | 1:1        |
| Valletta FC                          | 5:2            | Keflavík             | 3:0           | 2:2        |
| Dinaburg FC                          | 2:1            | Nõmme Kalju          | 2:1           | 0:0        |
| Budućnost Podgorica                  | 1:2            | Polonia Warszawa     | 0:2           | 1:0        |
| JK Narva Trans                       | 1:6            | Rudar Velenje        | 0:3           | 1:3        |
| Motherwell                           | 3:1            | Llanelli AFC         | 0:1           | 3:0        |
| Bananc Erywań                        | 1:2            | NK Široki Brijeg     | 0:2           | 1:0        |
| Spartak Trnawa                       | 5:2            | İnter Baku           | 2:1           | 3:1        |
| Dynama Mińsk                         | 3:2            | FK Renowa            | 2:1           | 1:1        |
| Randers FC                           | 7:0            | Linfield F.C.        | 4:0           | 3:0        |
| Simurq Zaqatala                      | 0:4            | Bene Jehuda Tel Awiw | 0:1           | 0:3        |
| Fram                                 | 4:2            | The New Saints F.C.  | 2:1           | 2:1        |
| Po lewej gospodarz pierwszego meczu. |                |                      |               |            |

1. 1 2 3 4 5  Pierwotnie gospodarzami pierwszych meczów miały być w tych przypadkach drużyny wymienione po prawej stronie, kolejność została jednak zamieniona po losowaniu.

### II runda kwalifikacyjna
Do startu w II rundzie kwalifikacyjnej uprawnionych było 80 drużyn (w tym 23 zwycięzców I rundy), z czego 40 było rozstawionych (o współczynniku równym lub powyżej 2,000). Losowanie odbyło się 22 czerwca 2009 (godz. 13:00). Ponieważ stało się to przed zakończeniem I rundy, przyjęto założenie, że wszystkie rozstawione drużyny z I rundy wygrają swoje mecze, jeśli zaś nie – zwycięska drużyna nierozstawiona przejmowała współczynnik pokonanego (tak stało się w 2 przypadkach). Pierwsze mecze rozegrano 16 lipca, rewanże – 23 lipca 2009. Spośród zespołów rozstawionych wyeliminowane zostały: Rosenborg BK, Anorthosis Famagusta, ND Gorica, Falkirk, HJK Helsinki, AE Larisa, Aalborg BK oraz Spartak Trnawa.
| Drużyna 1                            | Wynik dwumeczu | Drużyna 2            | Pierwszy mecz | Drugi mecz |
| ------------------------------------ | -------------- | -------------------- | ------------- | ---------- |
| Rosenborg BK                         | 0:1            | Qarabağ FK           | 0:0           | 0:1        |
| Zimbru Kiszyniów                     | 0:1            | FC Paços de Ferreira | 0:0           | 0:1        |
| AC Juvenes/Dogana                    | 0:5            | Polonia Warszawa     | 0:1           | 0:4        |
| Sturm Graz                           | 3:2            | NK Široki Brijeg     | 2:1           | 1:1        |
| FC Basel                             | 7:1            | FC Santa Coloma      | 3:0           | 4:1        |
| FC Honka                             | 3:0            | Bangor City          | 2:0           | 1:0        |
| MŠK Žilina                           | 3:0            | Dacia Kiszyniów      | 2:0           | 1:0        |
| Anorthosis Famagusta                 | 3:4 (dogr.)    | OFK Petrovac         | 2:1           | 1:3        |
| St. Patrick’s Athletic               | 2:1            | Valletta FC          | 1:1           | 1:0        |
| Omonia Nikozja                       | 8:1            | HB Tórshavn          | 4:0           | 4:1        |
| ND Gorica                            | 1:2            | FC Lahti             | 1:0           | 0:2        |
| Sigma Ołomuniec                      | 3:1            | Fram                 | 1:1           | 2:0        |
| Legia Warszawa                       | 4:0            | Metalurgi Rustawi    | 3:0           | 1:0        |
| Falkirk                              | 1:2 (dogr.)    | FC Vaduz             | 1:0           | 0:2        |
| IF Elfsborg                          | 3:0            | Szombathelyi Haladás | 3:0           | 0:0        |
| Rapid Wiedeń                         | 8:0            | KF Vllaznia          | 5:0           | 3:0        |
| Naftan Nowopołock                    | 2:2 (b. wyj.)  | KAA Gent             | 2:1           | 0:1        |
| Liepājas Metalurgs                   | 3:4            | Dinamo Tbilisi       | 2:1           | 1:3        |
| FC Differdange 03                    | 1:3            | HNK Rijeka           | 1:0           | 0:3        |
| Sūduva Mariampol                     | 1:2            | Randers FC           | 0:1           | 1:1        |
| Vėtra Wilno                          | 3:2            | HJK Helsinki         | 0:1           | 3:1        |
| Milano Kumanowo                      | 2:12           | Slaven Belupo        | 0:4           | 2:8        |
| Dynama Mińsk                         | 1:4            | Tromsø IL            | 0:0           | 1:4        |
| KR                                   | 3:1            | AE Larisa            | 2:0           | 1:1        |
| Brøndby IF                           | 4:2            | Flora Tallinn        | 0:1           | 4:1        |
| Aalborg BK                           | 1:3            | Slavija Sarajewo     | 0:0           | 3:1        |
| Steaua Bukareszt                     | 4:1            | Újpest FC            | 2:0           | 2:1        |
| Metałurh Donieck                     | 5:1            | MTZ-RIPA Mińsk       | 3:0           | 2:1        |
| Crusaders F.C.                       | 3:5            | Rabotniczki Skopje   | 1:1           | 2:4        |
| Bene Jehuda Tel Awiw                 | 5:0            | Dinaburg FC          | 4:0           | 1:0        |
| NAC Breda                            | 8:0            | Gandzasar Kapan      | 6:0           | 2:0        |
| Czerno More Warna                    | 4:0            | Iscra-Stali Rybnica  | 1:0           | 3:0        |
| FK Sevojno                           | 1:1 (b. wyj.)  | FBK Kaunas           | 0:0           | 1:1        |
| Flamurtari Vlora                     | 2:8            | Motherwell           | 1:0           | 1:8        |
| Zestaponi                            | 3:4 (dogr.)    | Helsingborgs IF      | 1:2           | 2:2        |
| Skonto Ryga                          | 1:2            | Derry City           | 1:1           | 0:1        |
| Sliema Wanderers                     | 0:3            | Maccabi Netanja      | 0:0           | 0:3        |
| Toboł Kustanaj                       | 1:3            | Galatasaray SK       | 1:1           | 0:2        |
| Rudar Velenje                        | 0:5            | FK Crvena zvezda     | 0:1           | 0:4        |
| FK Sarajevo                          | 2:1            | Spartak Trnawa       | 1:0           | 1:1        |
| Po lewej gospodarz pierwszego meczu. |                |                      |               |            |

1. 1 2 3  Pierwotnie gospodarzami pierwszych meczów miały być w tych przypadkach drużyny wymienione po prawej stronie, kolejność została jednak zamieniona po losowaniu.

### III runda kwalifikacyjna
Do startu w III rundzie kwalifikacyjnej uprawnionych było 70 drużyn (w tym 40 zwycięzców II rundy), z czego 35 było rozstawionych. Losowanie odbyło się 17 lipca 2009 (godz. 13:00). Ponieważ stało się to przed zakończeniem II rundy, przyjęto założenie, że wszystkie rozstawione drużyny z II rundy wygrają swoje mecze, jeśli zaś nie – zwycięska drużyna nierozstawiona przejmowała współczynnik pokonanego (tak stało się w 8 przypadkach). Pierwsze mecze rozegrano 28 i 30 lipca, rewanże – 4 i 6 sierpnia 2009. Spośród zespołów rozstawionych wyeliminowane zostały: Helsingborgs IF, Slavija Sarajewo, Krylia Sowietow Samara, SC Braga, OFK Petrovac, FC Paços de Ferreira oraz Aberdeen.
| Drużyna 1                            | Wynik dwumeczu | Drużyna 2              | Pierwszy mecz | Drugi mecz |
| ------------------------------------ | -------------- | ---------------------- | ------------- | ---------- |
| FK Sarajevo                          | 3:3 (k. 5:4)   | Helsingborgs IF        | 1:2           | 2:1        |
| Fredrikstad FK                       | 3:7            | Lech Poznań            | 1:6           | 2:1        |
| HNK Rijeka                           | 1:4            | Metalist Charków       | 1:2           | 0:2        |
| Roma                                 | 10:2           | KAA Gent               | 3:1           | 7:1        |
| FC Vaslui                            | 3:1            | Omonia Nikozja         | 2:0           | 1:1        |
| Slavija Sarajewo                     | 1:5            | MFK Koszyce            | 0:2           | 1:3        |
| IFK Göteborg                         | 2:4            | Hapoel Tel Awiw        | 1:3           | 1:1        |
| PSV Eindhoven                        | 2:0            | Czerno More Warna      | 1:0           | 1:0        |
| Metałurh Donieck                     | 5:0            | NK Interblock          | 2:0           | 3:0        |
| Vålerenga Fotball                    | 2:2 (b. wyj.)  | PAOK FC                | 1:2           | 1:0        |
| Rapid Wiedeń                         | 4:4 (dogr.)    | APOP Kinyras Peyias    | 2:1           | 2:2        |
| FC Honka                             | 1:3            | Qarabağ FK             | 0:1           | 1:2        |
| FC Vaduz                             | 0:3            | Slovan Liberec         | 0:1           | 0:2        |
| St. Patrick’s Athletic               | 3:3 (b. wyj.)  | Krylia Sowietow Samara | 1:0           | 2:3        |
| Randers FC                           | 1:4            | Hamburger SV           | 0:4           | 1:0        |
| Tromsø IL                            | 4:1            | Slaven Belupo          | 2:1           | 2:0        |
| Brøndby IF                           | 3:3 (b. wyj.)  | Legia Warszawa         | 1:1           | 2:2        |
| FK Vojvodina                         | 3:5            | Austria Wiedeń         | 1:1           | 2:4        |
| CSKA Sofia                           | 2:1            | Derry City             | 1:0           | 1:1        |
| Steaua Bukareszt                     | 6:1            | Motherwell             | 3:0           | 3:1        |
| MŠK Žilina                           | 2:1            | Hajduk Split           | 1:1           | 1:0        |
| SC Braga                             | 1:4            | IF Elfsborg            | 1:2           | 0:2        |
| Aberdeen                             | 1:8            | Sigma Ołomuniec        | 1:5           | 0:3        |
| Rabotniczki Skopje                   | 3:7            | Odense BK              | 3:4           | 0:3        |
| FK Sevojno                           | 0:4            | Lille OSC              | 0:2           | 0:2        |
| OFK Petrovac                         | 1:6            | Sturm Graz             | 1:2           | 0:5        |
| Fenerbahçe SK                        | 6:2            | Budapest Honvéd FC     | 5:1           | 1:1        |
| Bene Jehuda Tel Awiw                 | 2:0            | FC Paços de Ferreira   | 1:0           | 1:0        |
| Club Brugge                          | 4:3            | FC Lahti               | 3:2           | 1:1        |
| Athletic Bilbao                      | 2:2 (b. wyj.)  | BSC Young Boys         | 0:1           | 2:1        |
| KR                                   | 3:5            | FC Basel               | 2:2           | 1:3        |
| Maccabi Netanja                      | 1:10           | Galatasaray SK         | 1:4           | 0:6        |
| Dinamo Tbilisi                       | 4:5            | FK Crvena zvezda       | 2:0           | 2:5        |
| Polonia Warszawa                     | 1:4            | NAC Breda              | 0:1           | 1:3        |
| Vėtra Wilno                          | 0:6            | Fulham                 | 0:3           | 0:3        |
| Po lewej gospodarz pierwszego meczu. |                |                        |               |            |

1. 1 2 3  Pierwotnie gospodarzami pierwszych meczów miały być w tych przypadkach drużyny wymienione po prawej stronie, kolejność została jednak zamieniona po losowaniu.

### Runda play-off
Do startu w rundzie play-off uprawnionych było 76 drużyn (w tym 35 zwycięzców III rundy kwalifikacyjnej Ligi Europy i 15 przegranych III rundy kwalifikacyjnej Ligi Mistrzów), z czego 38 było rozstawionych. Losowanie odbyło się 7 sierpnia 2009 (godz. 13:00). Pierwsze mecze rozegrano 20 sierpnia, rewanże – 25 i 27 sierpnia 2009. Spośród zespołów rozstawionych wyeliminowane zostały: Liteks Łowecz, Aston Villa, Zenit Petersburg, Metalist Charków oraz Odense BK.
| Drużyna 1                            | Wynik dwumeczu | Drużyna 2              | Pierwszy mecz | Drugi mecz |
| ------------------------------------ | -------------- | ---------------------- | ------------- | ---------- |
| PAOK FC                              | 1:1 (b. wyj.)  | Heerenveen             | 1:1           | 0:0        |
| Dinamo Zagrzeb                       | 4:2            | Heart of Midlothian    | 4:0           | 0:2        |
| Werder Brema                         | 8:3            | FK Aktöbe              | 6:3           | 2:0        |
| Everton                              | 5:1            | Sigma Ołomuniec        | 4:0           | 1:1        |
| BATE Borysów                         | 4:1            | Liteks Łowecz          | 0:1           | 4:0        |
| NAC Breda                            | 2:9            | Villarreal CF          | 1:3           | 1:6        |
| Lech Poznań                          | 1:1 (k. 3:4)   | Club Brugge            | 1:0           | 0:1        |
| Fulham                               | 3:2            | Amkar Perm             | 3:1           | 0:1        |
| Galatasaray SK                       | 6:1            | Tallinna FCI Levadia   | 5:0           | 1:1        |
| FK Teplice                           | 2:3            | Hapoel Tel Awiw        | 1:2           | 1:1        |
| Metałurh Donieck                     | 4:5            | Austria Wiedeń         | 2:2           | 2:3        |
| Twente                               | 3:1            | Qarabağ FK             | 3:1           | 0:0        |
| MFK Koszyce                          | 4:10           | Roma                   | 3:3           | 1:7        |
| CSKA Sofia                           | 2:1            | Dinamo Moskwa          | 0:0           | 2:1        |
| KRC Genk                             | 3:6            | Lille OSC              | 1:2           | 2:4        |
| Bene Jehuda Tel Awiw                 | 0:2            | PSV Eindhoven          | 0:1           | 0:1        |
| Lazio                                | 3:1            | IF Elfsborg            | 3:0           | 0:1        |
| Trabzonspor                          | 2:3            | Toulouse FC            | 1:3           | 1:0        |
| Partizan Belgrad                     | 3:1            | MŠK Žilina             | 1:1           | 2:0        |
| FK Bakı                              | 2:8            | FC Basel               | 1:3           | 1:5        |
| Ajax                                 | 7:1            | Slovan Bratysława      | 5:0           | 2:1        |
| Sivasspor                            | 0:5            | Szachtar Donieck       | 0:3           | 0:2        |
| Brøndby IF                           | 3:4            | Hertha BSC             | 2:1           | 1:3        |
| Athletic Bilbao                      | 4:3            | Tromsø IL              | 3:2           | 1:1        |
| FK Sarajevo                          | 2:3            | CFR Cluj               | 1:1           | 1:2        |
| Rapid Wiedeń                         | 2:2 (b. wyj.)  | Aston Villa            | 1:0           | 1:2        |
| Steaua Bukareszt                     | 5:1            | St. Patrick’s Athletic | 3:0           | 2:1        |
| NK Maribor                           | 0:3            | Sparta Praga           | 0:2           | 0:1        |
| CD Nacional                          | 5:4            | Zenit Petersburg       | 4:3           | 1:1        |
| Genoa                                | 4:2            | Odense BK              | 3:1           | 1:1        |
| Dinamo Bukareszt                     | 3:3 (k. 9:8)   | Slovan Liberec         | 0:3           | 3:0        |
| EA Guingamp                          | 2:8            | Hamburger SV           | 1:5           | 1:3        |
| FC Sion                              | 2:4            | Fenerbahçe SK          | 0:2           | 2:2        |
| Sturm Graz                           | 2:1            | Metalist Charków       | 1:1           | 1:0        |
| Slavia Praga                         | 4:2            | FK Crvena zvezda       | 3:0           | 1:2        |
| SL Benfica                           | 5:2            | Worskła Połtawa        | 4:0           | 1:2        |
| FC Vaslui                            | 2:4            | AEK Ateny              | 2:1           | 0:3        |
| Stabæk                               | 1:7            | Valencia CF            | 0:3           | 1:4        |
| Po lewej gospodarz pierwszego meczu. |                |                        |               |            |

1. 1 2 3  Pierwotnie gospodarzami pierwszych meczów miały być w tych przypadkach drużyny wymienione po prawej stronie, kolejność została jednak zamieniona po losowaniu.

## Faza grupowa
Do startu w fazie grupowej uprawnionych było 48 drużyn (w tym 38 zwycięzców rundy play-off Ligi Europy i 10 przegranych rundy play-off Ligi Mistrzów). Losowanie odbyło się 28 sierpnia 2009 (godz. 13:00). W jego trakcie zespoły zostały rozdzielone na 4 koszyki, następnie rozlosowane i podzielone na 12 grup po 4 drużyny każda. Do jednej grupy nie mogły trafić drużyny z tego samego koszyka i federacji.
Wszystkie zespoły zagrały ze sobą dwukrotnie – po 2 najlepsze z każdej grupy awansowały do fazy pucharowej.
Faza grupowa składała się z 6 kolejek:
- 1. kolejka – 17 września 2009,
- 2. kolejka – 1 października 2009,
- 3. kolejka – 22 października 2009,
- 4. kolejka – 5 listopada 2009,
- 5. kolejka – 2/3 grudnia 2009,
- 6. kolejka – 16/17 grudnia 2009.

Nowością w fazie grupowej Ligi Europy UEFA 2009/2010 było przeprowadzenie w ramach testów obecności 5 sędziów na boisku we wszystkich 144 meczach rozgrywanych w jej trakcie. Obok głównego i liniowych (jak do tej pory) sędziowało 2 dodatkowych, obserwujących wyłącznie pola karne.
Zasady ustalania kolejności w tabeli:
1. liczba zdobytych punktów w całej rundzie;
2. liczba punktów zdobyta w meczach bezpośrednich;
3. różnica bramek w meczach bezpośrednich;
4. różnica bramek w meczach bezpośrednich – podwójne liczenie bramek zdobytych na wyjeździe;
5. różnica bramek w całej rundzie;
6. liczba zdobytych bramek w całej rundzie;
7. współczynnik drużyny z poprzednich 5 sezonów.

### Grupa A
| Lp. | Drużyna            | M | Z | R | P | Bramki | Bramki | +/– | Pkt | Bezpośrednio                    |
| --- | ------------------ | - | - | - | - | ------ | ------ | --- | --- | ------------------------------- |
| 1   | RSC Anderlecht (A) | 6 | 3 | 2 | 1 | 9      | 4      | +5  | 11  | AND: 4 pkt, 4–2 AJX: 1 pkt, 2–4 |
| 2   | Ajax (A)           | 6 | 3 | 2 | 1 | 8      | 6      | +2  | 11  | AND: 4 pkt, 4–2 AJX: 1 pkt, 2–4 |
| 3   | Dinamo Zagrzeb     | 6 | 2 | 0 | 4 | 6      | 8      | −2  | 6   |                                 |
| 4   | FC Timișoara       | 6 | 1 | 2 | 3 | 4      | 9      | −5  | 5   |                                 |

|                | AJX | AND | DIN | TIM |
| -------------- | --- | --- | --- | --- |
| Ajax           | –   | 1:3 | 2:1 | 0:0 |
| RSC Anderlecht | 1:1 | –   | 0:1 | 3:1 |
| Dinamo Zagrzeb | 0:2 | 0:2 | –   | 1:2 |
| FC Timișoara   | 1:2 | 0:0 | 0:3 | –   |

### Grupa B
| Lp. | Drużyna         | M | Z | R | P | Bramki | Bramki | +/– | Pkt |
| --- | --------------- | - | - | - | - | ------ | ------ | --- | --- |
| 1   | Valencia CF (A) | 6 | 3 | 3 | 0 | 12     | 8      | +4  | 12  |
| 2   | Lille OSC (A)   | 6 | 3 | 1 | 2 | 15     | 9      | +6  | 10  |
| 3   | Genoa           | 6 | 2 | 1 | 3 | 8      | 10     | −2  | 7   |
| 4   | Slavia Praga    | 6 | 0 | 3 | 3 | 5      | 13     | −8  | 3   |

|              | VAL | LIL | SLA | GEN |
| ------------ | --- | --- | --- | --- |
| Valencia CF  | –   | 3:1 | 1:1 | 3:2 |
| Lille OSC    | 1:1 | –   | 3:1 | 3:0 |
| Slavia Praga | 2:2 | 1:5 | –   | 0:0 |
| Genoa        | 1:2 | 3:2 | 2:0 | –   |

### Grupa C
| Lp. | Drużyna             | M | Z | R | P | Bramki | Bramki | +/– | Pkt |
| --- | ------------------- | - | - | - | - | ------ | ------ | --- | --- |
| 1   | Hapoel Tel Awiw (A) | 6 | 4 | 0 | 2 | 13     | 8      | +5  | 12  |
| 2   | Hamburger SV (A)    | 6 | 3 | 1 | 2 | 7      | 6      | +1  | 10  |
| 3   | Celtic              | 6 | 1 | 3 | 2 | 7      | 7      | 0   | 6   |
| 4   | Rapid Wiedeń        | 6 | 1 | 2 | 3 | 8      | 14     | −6  | 5   |

|                 | HSV | CEL | HTA | RPD |
| --------------- | --- | --- | --- | --- |
| Hamburger SV    | –   | 0:0 | 4:2 | 2:0 |
| Celtic          | 0:1 | –   | 2:0 | 1:1 |
| Hapoel Tel Awiw | 1:0 | 2:1 | –   | 5:1 |
| Rapid Wiedeń    | 3:0 | 3:3 | 0:3 | –   |

### Grupa D
| Lp. | Drużyna         | M | Z | R | P | Bramki | Bramki | +/– | Pkt |
| --- | --------------- | - | - | - | - | ------ | ------ | --- | --- |
| 1   | Sporting CP (A) | 6 | 3 | 2 | 1 | 8      | 6      | +2  | 11  |
| 2   | Hertha BSC (A)  | 6 | 3 | 1 | 2 | 6      | 5      | +1  | 10  |
| 3   | Heerenveen      | 6 | 2 | 2 | 2 | 11     | 7      | +4  | 8   |
| 4   | FK Ventspils    | 6 | 0 | 3 | 3 | 3      | 10     | −7  | 3   |

|              | SCP | HEE | HER | FKW |
| ------------ | --- | --- | --- | --- |
| Sporting CP  | –   | 1:1 | 1:0 | 1:1 |
| Heerenveen   | 2:3 | –   | 2:3 | 5:0 |
| Hertha BSC   | 1:0 | 0:1 | –   | 1:1 |
| FK Ventspils | 1:2 | 0:0 | 0:1 | –   |

### Grupa E
| Lp. | Drużyna    | M | Z | R | P | Bramki | Bramki | +/– | Pkt |
| --- | ---------- | - | - | - | - | ------ | ------ | --- | --- |
| 1   | Roma (A)   | 6 | 4 | 1 | 1 | 10     | 5      | +5  | 13  |
| 2   | Fulham (A) | 6 | 3 | 2 | 1 | 8      | 6      | +2  | 11  |
| 3   | FC Basel   | 6 | 3 | 0 | 3 | 10     | 7      | +3  | 9   |
| 4   | CSKA Sofia | 6 | 0 | 1 | 5 | 2      | 12     | −10 | 1   |

|            | ROM | BAS | FUL | CSS |
| ---------- | --- | --- | --- | --- |
| Roma       | –   | 2:1 | 2:1 | 2:0 |
| FC Basel   | 2:0 | –   | 2:3 | 3:1 |
| Fulham     | 1:1 | 1:0 | –   | 1:0 |
| CSKA Sofia | 0:3 | 0:2 | 1:1 | –   |

### Grupa F
| Lp. | Drużyna              | M | Z | R | P | Bramki | Bramki | +/– | Pkt |
| --- | -------------------- | - | - | - | - | ------ | ------ | --- | --- |
| 1   | Galatasaray SK (A)   | 6 | 4 | 1 | 1 | 12     | 4      | +8  | 13  |
| 2   | Panathinaikos AO (A) | 6 | 4 | 0 | 2 | 7      | 4      | +3  | 12  |
| 3   | Dinamo Bukareszt     | 6 | 2 | 0 | 4 | 4      | 12     | −8  | 6   |
| 4   | Sturm Graz           | 6 | 1 | 1 | 4 | 3      | 6      | −3  | 4   |

|                  | PAO | GAL | DIN | STR |
| ---------------- | --- | --- | --- | --- |
| Panathinaikos AO | –   | 1:3 | 3:0 | 1:0 |
| Galatasaray SK   | 1:0 | –   | 4:1 | 1:1 |
| Dinamo Bukareszt | 0:1 | 0:3 | –   | 2:1 |
| Sturm Graz       | 0:1 | 1:0 | 0:1 | –   |

### Grupa G
| Lp. | Drużyna               | M | Z | R | P | Bramki | Bramki | +/– | Pkt |
| --- | --------------------- | - | - | - | - | ------ | ------ | --- | --- |
| 1   | Red Bull Salzburg (A) | 6 | 6 | 0 | 0 | 9      | 2      | +7  | 18  |
| 2   | Villarreal CF (A)     | 6 | 3 | 0 | 3 | 8      | 6      | +2  | 9   |
| 3   | Lazio                 | 6 | 2 | 0 | 4 | 9      | 10     | −1  | 6   |
| 4   | Lewski Sofia          | 6 | 1 | 0 | 5 | 1      | 9      | −8  | 3   |

|                   | VIL | LAZ | LEV | RBS |
| ----------------- | --- | --- | --- | --- |
| Villarreal CF     | –   | 4:1 | 1:0 | 0:1 |
| Lazio             | 2:1 | –   | 0:1 | 1:2 |
| Lewski Sofia      | 0:2 | 0:4 | –   | 0:1 |
| Red Bull Salzburg | 2:0 | 2:1 | 1:0 | –   |

### Grupa H
| Lp. | Drużyna           | M | Z | R | P | Bramki | Bramki | +/– | Pkt |
| --- | ----------------- | - | - | - | - | ------ | ------ | --- | --- |
| 1   | Fenerbahçe SK (A) | 6 | 5 | 0 | 1 | 8      | 3      | +5  | 15  |
| 2   | Twente (A)        | 6 | 2 | 2 | 2 | 5      | 6      | −1  | 8   |
| 3   | Sheriff Tyraspol  | 6 | 1 | 2 | 3 | 4      | 5      | −1  | 5   |
| 4   | Steaua Bukareszt  | 6 | 0 | 4 | 2 | 3      | 6      | −3  | 4   |

|                  | STE | FEN | TWE | SHE |
| ---------------- | --- | --- | --- | --- |
| Steaua Bukareszt | –   | 0:1 | 1:1 | 0:0 |
| Fenerbahçe SK    | 3:1 | –   | 1:2 | 1:0 |
| Twente           | 0:0 | 0:1 | –   | 2:1 |
| Sheriff Tyraspol | 1:1 | 0:1 | 2:0 | –   |

### Grupa I
| Lp. | Drużyna        | M | Z | R | P | Bramki | Bramki | +/– | Pkt |
| --- | -------------- | - | - | - | - | ------ | ------ | --- | --- |
| 1   | SL Benfica (A) | 6 | 5 | 0 | 1 | 13     | 3      | +10 | 15  |
| 2   | Everton (A)    | 6 | 3 | 0 | 3 | 7      | 9      | −2  | 9   |
| 3   | BATE Borysów   | 6 | 2 | 1 | 3 | 7      | 9      | −2  | 7   |
| 4   | AEK Ateny      | 6 | 1 | 1 | 4 | 5      | 11     | −6  | 4   |

|              | BEN | EVE | AEK | BAT |
| ------------ | --- | --- | --- | --- |
| SL Benfica   | –   | 5:0 | 2:1 | 2:0 |
| Everton      | 0:2 | –   | 4:0 | 0:1 |
| AEK Ateny    | 1:0 | 0:1 | –   | 2:2 |
| BATE Borysów | 1:2 | 1:2 | 2:1 | –   |

### Grupa J
| Lp. | Drużyna              | M | Z | R | P | Bramki | Bramki | +/– | Pkt |
| --- | -------------------- | - | - | - | - | ------ | ------ | --- | --- |
| 1   | Szachtar Donieck (A) | 6 | 4 | 1 | 1 | 14     | 3      | +11 | 13  |
| 2   | Club Brugge (A)      | 6 | 3 | 2 | 1 | 10     | 8      | +2  | 11  |
| 3   | Toulouse FC          | 6 | 2 | 1 | 3 | 6      | 11     | −5  | 7   |
| 4   | Partizan Belgrad     | 6 | 1 | 0 | 5 | 6      | 14     | −8  | 3   |

|                  | SZA | CLB | PAR | TFC |
| ---------------- | --- | --- | --- | --- |
| Szachtar Donieck | –   | 0:0 | 4:1 | 4:0 |
| Club Brugge      | 1:4 | –   | 2:0 | 1:0 |
| Partizan Belgrad | 1:0 | 2:4 | –   | 2:3 |
| Toulouse FC      | 0:2 | 2:2 | 1:0 | –   |

### Grupa K
| Lp. | Drużyna           | M | Z | R | P | Bramki | Bramki | +/– | Pkt |
| --- | ----------------- | - | - | - | - | ------ | ------ | --- | --- |
| 1   | PSV Eindhoven (A) | 6 | 4 | 2 | 0 | 8      | 3      | +5  | 14  |
| 2   | FC Kopenhaga (A)  | 6 | 3 | 1 | 2 | 7      | 4      | +3  | 10  |
| 3   | Sparta Praga      | 6 | 2 | 1 | 3 | 7      | 9      | −2  | 7   |
| 4   | CFR Cluj          | 6 | 1 | 0 | 5 | 4      | 10     | −6  | 3   |

|               | PSV | KOP | SPA | CFR |
| ------------- | --- | --- | --- | --- |
| PSV Eindhoven | –   | 1:0 | 1:0 | 1:0 |
| FC Kopenhaga  | 1:1 | –   | 1:0 | 2:0 |
| Sparta Praga  | 2:2 | 0:3 | –   | 2:0 |
| CFR Cluj      | 0:2 | 2:0 | 2:3 | –   |

### Grupa L
| Lp. | Drużyna             | M | Z | R | P | Bramki | Bramki | +/– | Pkt |
| --- | ------------------- | - | - | - | - | ------ | ------ | --- | --- |
| 1   | Werder Brema (A)    | 6 | 5 | 1 | 0 | 17     | 6      | +11 | 16  |
| 2   | Athletic Bilbao (A) | 6 | 3 | 1 | 2 | 10     | 8      | +2  | 10  |
| 3   | CD Nacional         | 6 | 1 | 2 | 3 | 11     | 12     | −1  | 5   |
| 4   | Austria Wiedeń      | 6 | 0 | 2 | 4 | 4      | 16     | −12 | 2   |

|                 | WER | AWI | ATH | NAC |
| --------------- | --- | --- | --- | --- |
| Werder Brema    | –   | 2:0 | 3:1 | 4:1 |
| Austria Wiedeń  | 2:2 | –   | 0:3 | 1:1 |
| Athletic Bilbao | 0:3 | 3:0 | –   | 2:1 |
| CD Nacional     | 2:3 | 5:1 | 1:1 | –   |

## Faza pucharowa
Do startu w fazie pucharowej uprawnione są 32 drużyny:
- 12 zwycięzców fazy grupowej Ligi Europy,
- 12 drużyn, które zajęły 2. miejsca w fazie grupowej Ligi Europy,
- 8 drużyn, które zajęły 3. miejsca w fazie grupowej Ligi Mistrzów.

Losowanie par 1/16 i 1/8 finału odbyło się 18 grudnia 2009 (godz. 13:00), losowanie dalszych rund zostanie przeprowadzone 19 marca 2010. W tej fazie do dalszych etapów turnieju przechodzą zwycięzcy poszczególnych dwumeczów.

### 1/16 finału
Zwycięzcy fazy grupowej Ligi Europy oraz 4 najlepsze z zespołów, które zajęły 3. miejsca w fazie grupowej Ligi Mistrzów zostali rozlosowani przeciwko zespołom, które zajęły 2. miejsca w fazie grupowej Ligi Europy oraz pozostałym drużynom, które zajęły 3. miejsca w fazie grupowej Ligi Mistrzów. Drużyny z tych samych federacji oraz grup nie mogły zostać zestawione w 1 parze. Pierwsze mecze zostaną rozegrane 18 lutego, rewanże – 25 lutego 2010.
| Drużyna 1                            | Wynik dwumeczu | Drużyna 2          | Pierwszy mecz | Drugi mecz |
| ------------------------------------ | -------------- | ------------------ | ------------- | ---------- |
| Rubin Kazań                          | 3:0            | Hapoel Tel Awiw    | 3:0           | 0:0        |
| Athletic Bilbao                      | 1:5            | RSC Anderlecht     | 1:1           | 0:4        |
| FC Kopenhaga                         | 2:6            | Olympique Marsylia | 1:3           | 1:3        |
| Panathinaikos AO                     | 6:4            | Roma               | 3:2           | 3:2        |
| Atlético Madryt                      | 3:2            | Galatasaray SK     | 1:1           | 2:1        |
| Ajax                                 | 1:2            | Juventus           | 1:2           | 0:0        |
| Club Brugge                          | 1:3            | Valencia CF        | 1:0           | 0:3        |
| Fulham                               | 3:2            | Szachtar Donieck   | 2:1           | 1:1        |
| Liverpool                            | 4:1            | Unirea Urziceni    | 1:0           | 3:1        |
| Hamburger SV                         | 3:3 (b. wyj.)  | PSV Eindhoven      | 1:0           | 2:3        |
| Villarreal CF                        | 3:6            | VfL Wolfsburg      | 2:2           | 1:4        |
| Standard Liège                       | 3:2            | Red Bull Salzburg  | 3:2           | 0:0        |
| Twente                               | 2:4            | Werder Brema       | 1:0           | 1:4        |
| Lille OSC                            | 3:2            | Fenerbahçe SK      | 2:1           | 1:1        |
| Everton                              | 2:4            | Sporting CP        | 2:1           | 0:3        |
| Hertha BSC                           | 1:5            | SL Benfica         | 1:1           | 0:4        |
| Po lewej gospodarz pierwszego meczu. |                |                    |               |            |

### 1/8 finału
Od tej rundy pary zostaną rozlosowane niezależnie od przynależności drużyn do poszczególnych federacji oraz pozycji zajętej w fazie grupowej. Pierwsze mecze zostaną rozegrane 11 marca, rewanże – 18 marca 2010.
| Hamburger SV – RSC Anderlecht 3:1 i 3:4 1 11.03 2010 1:0 Joris Mathijsen 23, 2:0 Ruud Van Nistelrooy 40, 2:1 Jonathan Legear 45, 3:1 Dawid Jarolim 76 2 18.03 2010 1:0 Jérôme Boateng 42, 1:1 Romelu Lukaku 44, 1:2 Matias Ezequiel Suarez 45 k, 2:2 Marcell Jansen 54, 2:3 Lucas Biglia 59, 2:4 Moubarak Boussoufa 66, 3:4 Mladen Petrić 75 |
| Rubin Kazań – VfL Wolfsburg 1:1 i 1:2 po dogrywce 1 11.03 2010 1:0 Christian Noboa 29, 1:1 Zvjezdan Misimović 67 2 18.03 2010 1:0 Alan Kasajew 21, 1:1 Obafemi Martins 58, 1:2 Christian Gentner 119 |
| Atlético Madryt – Sporting CP 0:0 i 2:2 1 11.03 2010 2 18.03 2010 1:0 Sergio Aguero 3, 1:1 Liedson 19, 2:1 Sergio Aguero 33, 2:2 Anderson Polga 45 |
| SL Benfica – Olympique Marsylia 1:1 i 2:1 1 11.03 2010 1:0 Maxi Pereira 76, 1:1 Hatem Ben Arfa 90 2 18.03 2010 0:1 Mamadou Niang 70, 1:1 Maxi Pereira 75, 2:1 Alan Kardec 90 |
| Panathinaikos AO – Standard Liège 1:3 i 0:1 1 11.03 2010 0:1 Axel Witsel 8, 0:2 Milan Jovanović 16, 1:2 Loukas Vydra 48, 1:3 Igor de Camargo 74 2 18.03 2010 0:1 Dieumerci Mbokani 45 |
| Lille OSC – Liverpool F.C. 1:0 i 0:3 1 11.03 2010 1:0 Eden Hazard 84 2 18.03 2010 0:1 Steven Gerrard 9 k, 0:2 Fernando Torres 49, 0:3 Fernando Torres 89 |
| Juventus F.C. – Fulham F.C. 3:1 i 1:4 1 11.03 2010 1:0 Nicola Legrottaglie 9, 2:0 Jonathan Zebina 25, 2:1 Dickson Etuhu 36, 3:1 David Trezeguet 45 2 18.03 2010 1:0 David Trezeguet 2, 1:1 Robert Zamora 9, 1:2 Zoltan Gera 39, 1:3 Zoltan Gera 49 k, 1:4 Clinton Dempsey 83                                                                 |
| Valencia CF – Werder Brema 1:1 i 4:4 1 11.03 2010 0:1 Torsten Frings 24 k, 1:1 Juan Mata 57 2 18.03 2010 1:0 David Villa 3, 2:0 Juan Mata 15, 2:1 Hugo Almeida 26, 3:1 David Villa 45, 3:2 Torsten Frings 57 k, 3:3 Marko Marin 62, 4:3 David Villa 66, 4:4 Claudio Pizarro 84                                                               |

### Ćwierćfinały
| Fulham F.C. – VfL Wolfsburg 2:1 i 1:0 1 01.04 2010 1:0 Robert Zamora 59, 2:0 Damien Duff 63, 2:1 Alexander Madlung 89 2 08.04 2010 1:0 Robert Zamora 1                                                                                   |
| Hamburger SV – Standard Liège 2:1 i 3:1 1 01.04 2010 0:1 Dieumerci Mbokani 31, 1:1 Mladen Petrić 42 k, 2:1 Ruud Van Nistelrooy 45 2 08.04 2010 1:0 Mladen Petrić, 1:1 Igor de Camargo 33, 2:1 Mladen Petrić 35, 3:1 Paolo Guerrero 90    |
| Valencia CF – Atlético Madryt 2:2 i 0:0 1 01.04 2010 0:1 Diego Forlan 59, 1:1 Manuel Fernandes 67, 1:2 Antonio Lopez 72, 2:2 David Villa 82 2 08.04 2010                                                                                 |
| SL Benfica – Liverpool F.C. 2:1 i 1:4 1 01.04 2010 0:1 Daniel Agger 9, 1:1 Oscar Cardozo 59 k, 2:1 Oscar Cardozo 79 k 2 08.04 2010 0:1 Dirk Kuijt 27, 0:2 Lucas 34, 0:3 Fernando Torres 58, 1:3 Oscar Cardozo 70, 1:4 Fernando Torres 82 |

### Półfinały
| Atlético Madryt – Liverpool F.C. 1:0 i 1:2 po dogr. 1 22.04 2010 1:0 Diego Forlan 9 2 29.04 2010 0:1 Alberto Aquilani 44, 0:2 Yosef Benayoun 95, 1:2 Diego Forlan 102 |
| Hamburger SV – Fulham F.C. 0:0 i 1:2 1 22.04 2010 2 22.04 2010 1:0 Mladen Petrić 22, 1:1 Simon Davies 70, 1:2 Zoltan Gera 76                                          |

### Finał
Mecz finałowy został rozegrany 12 maja 2010 na stadionie HSH Nordbank Arena w Hamburgu. Obiekt ten gościł decydujący mecz rozgrywek UEFA po raz drugi – po finale Pucharu UEFA 1981/1982.
| 12 maja 2010 20:45 CET | Atlético Madryt · Diego Forlán 32', 116' | 2:1(1:1) | Fulham · Simon Davies 37' | HSH Nordbank Arena (Volksparkstadion), Hamburg Widzów: 49 000 Sędzia: Nicola Rizzoli |
|                        |                                          |          |                           |                                                                                      |

| Atlético Madryt | Fulham FC |

|                       |    |                    |      |      |
|                       |    |                    |      |      |
|                       | 43 | David de Gea       |      |      |
|                       | 17 | Tomáš Ujfaluši     |      |      |
|                       | 21 | Luis Perea         |      |      |
|                       | 18 | Álvaro Domínguez   |      |      |
|                       | 3  | Antonio López (c)  |      |      |
|                       | 19 | José Antonio Reyes |      | 78'  |
|                       | 12 | Paulo Assunção     |      |      |
|                       | 8  | Raúl García        | 114' |      |
|                       | 20 | Simão Sabrosa      |      | 68'  |
|                       | 7  | Diego Forlán       | 117' |      |
|                       | 10 | Sergio Agüero      |      | 119' |
| Rezerwowi:            |    |                    |      |      |
|                       | 42 | Joel Robles        |      |      |
|                       | 2  | Juan Valera        |      | 119' |
|                       | 16 | Juanito            |      |      |
|                       | 24 | Leandro Cabrera    |      |      |
|                       | 6  | Ignacio Camacho    |      |      |
|                       | 9  | José Manuel Jurado |      | 68'  |
|                       | 14 | Eduardo Salvio     | 107' | 78'  |
| Trener:               |    |                    |      |      |
| Quique Sánchez Flores |    |                    |      |      |

|             |    |                    |     |      |
|             |    |                    |     |      |
|             | 1  | Mark Schwarzer     |     |      |
|             | 6  | Chris Baird        |     |      |
|             | 18 | Aaron Hughes       |     |      |
|             | 5  | Brede Hangeland    | 63' |      |
|             | 3  | Paul Konchesky     |     |      |
|             | 16 | Damien Duff        |     | 84'  |
|             | 20 | Dickson Etuhu      |     |      |
|             | 13 | Danny Murphy (c)   |     | 118' |
|             | 29 | Simon Davies       |     |      |
|             | 11 | Zoltán Gera        |     |      |
|             | 25 | Bobby Zamora       |     | 55'  |
| Rezerwowi:  |    |                    |     |      |
|             | 19 | Pascal Zuberbühler |     |      |
|             | 4  | John Paintsil      |     |      |
|             | 17 | Bjørn Helge Riise  |     |      |
|             | 23 | Clint Dempsey      |     | 55'  |
|             | 27 | Jonathan Greening  |     | 118' |
|             | 34 | Kagisho Dikgacoi   |     |      |
|             | 10 | Erik Nevland       |     | 84'  |
| Trener:     |    |                    |     |      |
| Roy Hodgson |    |                    |     |      |